# Крайні точки Литви
Це список крайніх географічних точок Литви

## Координати
- Північ: 56°27′1″ пн. ш. 24°53′5″ сх. д. / 56.45028° пн. ш. 24.88472° сх. д.
поблизу Румбос[lt], села у Біржайському районі, на кордоні з Латвією,
- Південь: 53°53′48″ пн. ш. 24°21′7″ сх. д. / 53.89667° пн. ш. 24.35194° сх. д.
Варенський район, на кордоні з Білоруссю,
- Захід: 55°16′51″ пн. ш. 20°57′18″ сх. д. / 55.28083° пн. ш. 20.95500° сх. д.
місто Нярінга на Куршській косі, на кордоні з Росією[1],
- Схід: 55°17′8″ пн. ш. 26°50′8″ сх. д. / 55.28556° пн. ш. 26.83556° сх. д.
поблизу Vosiūnai[lt], села у Ігналінському район, на кордоні з Білоруссю.

## Відносно рівня моря
- Найвища: пагорб Аукштояс, Ошмянська височина, (294 м), 54°31′46″ пн. ш. 25°38′4″ сх. д. / 54.52944° пн. ш. 25.63444° сх. д.
- Найнижча: о. Русне, Шилутський район, (-0,3 м), 55°17′50″ пн. ш. 21°22′40″ сх. д. / 55.29722° пн. ш. 21.37778° сх. д.